# كرنيل (فطر)
كرنيل (الاسم العلمي: Kernella)، جنس فطور من رتبة الشقرانيات وفصيلة الشقرانية.